# Georg Benoit
Georg Benoit (Wesel, 3 de março de 1868 — Baden-Baden, 20 de outubro de 1953) foi um engenheiro mecânico alemão. Foi professor da Universidade de Karlsruhe.

## Vida
Benoit é descendente de uma família huguenote. Estudou engenharia mecânica na Universidade Técnica de Berlim. Após trabalhar diversos anos na indústria e ser diretor da Preußische Höhere Maschinenbauschule em Hagen, tornou-se professor em 1901 na então criada cátedra de máquinas de elevação e transporte da Universidade de Karlsruhe. Em 1935 tornou-se professor emérito. Durante sua atividade em Karlsruhe foi nos anos 1911/1912 e 1921/1922 reitor.

## Carreira
Os interesse de Benoit foram principalmente teleféricos e cabos de aço como elementos de equipamentos para movimentação de materiais. Sob sua liderança foi projetado e construído o primeiro teleférico do mundo com circulação ininterrupta, ao contrário do sistema até então comum de ida e volta. Este foi instalado na Floresta Negra, em Schauinsland, inaugurado no verão de 1930.

## Obras
- G. Benoit, R. Woernle: Die Drahtseilfrage - Beanspruchung, Lebensdauer, Bemessung von Seilen, insbesondere von Aufzugseilen und ihre experimentelle Erforschung. Leipzig, Karlsruhe 1915.